# Un lac
Pour plus de détails, voir Fiche technique et Distribution.
Un lac est un film français de Philippe Grandrieux sorti en 2009.

## Synopsis
Un pays de neige et de forêts, quelque part au Nord. Une famille vit dans une maison isolée au bord d’un lac. Un étranger arrive. 

## Fiche technique
- Titre : Un lac
- Réalisation et scénario : Philippe Grandrieux
- Cadre et Image : Philippe Grandrieux
- Assistant image : Gabriele Buti
- Premier Assistant Réalisateur : Antoine Chevrollier
- Son : Guillaume Le Braz
- Montage : Françoise Tourmen
- Décors : Olivier Rahoux
- Durée : 90 minutes
- Année de production : 2008
- Pays de production :  France
- Date de sortie : France : 18 mars 2009

## Distribution
- Dmitri Koubassov (ru) (Дмитрий Кубасов) : Alexi
- Natálie Řehořová : Hege
- Alekseï Solontchev[1] (Алексей Солончев) : Jurgen
- Simona Hülsemann : Liv
- Vitali Kichtchenko (Виталий Кищенко) : Christiann
- Arthur Semay : Johannes

## Programmation
2008 : 
Venise, Pusan, Londres, Manille, Montréal, Mar del Plata, Prague - Brno - Olomouc
2009 : 
Las Palmas, Mexico, Guadalajara, Hong-Kong, Istanbul, Belgrade, Moscou, Auckland, Wellington, 
Wroclaw, Belo Horizonte, Sao Paulo, Split, Gand, Bergen, Cali, Los Angeles, Bangkok , Copenhague CPH:DOX
2010 : 
Film Comment Selects, Lincoln Center, New-York États-Unis
Harvard Film Archive, Cambridge, MA, États-Unis
2011 : 
Melbourne, Australie
2012 : 
Courtisane, Gand, Belgique
Montréal, Canada
2016 2017_ Film présenté dans le cadre d’hommages rendus à Philippe Grandrieux :  
_ 17th Jeonju IFF  _ IFF Milan  _ IFF Séville  _ IFF Thessalonique  _ ACFK Uherské Hradiště en République Tchèque _ Film Study Center University of Chicago États-Unis

## Distinctions
Mostra de Venise 2009 : « Orizzonti / Mentione Speciale » qui récompense les films qui ouvrent de nouvelles tendances pour le cinema 
Festival du film de Las Palmas (es) (sélection officielle) : « Meilleure photographie » + « Mention spéciale de l'innovation »